# Herkules (televíziós sorozat, 1998)
A Herkules (eredeti cím: Hercules vagy Disney Hercules: The Animated Series) 1998 és 1999 között bemutatott amerikai televíziós animációs sorozat, amelyet az 1997-es azonos című mozifilm alapján készített a Walt Disney Television Animation.
Amerikában 1998. augusztus 31-től a Syndication vetítette, majd 1998. szeptember 12-től az ABC szombat reggeli műsora sugározta. Magyarországon az RTL Klub adta.

## Szereplők
| Szereplő      | Eredeti hang             | Magyar hang          |
| ------------- | ------------------------ | -------------------- |
| Herkules      | Tate Donovan             | Markovics Tamás      |
| Philoktétész  | Robert Costanzo          | Balázs Péter         |
| Pegazus       | Frank Welker             | saját hangján        |
| Ikarosz       | French Stewart           | Lippai László        |
| Kasszandra    | Sandra Bernhard          | Kiss Eszter          |
| Zeusz         | Corey Burton             | Gruber Hugó          |
| Hadész        | James Woods              | Csík Csaba Krisztián |
| Pech          | Bobcat Goldthwait        | Kerekes József       |
| Pánik         | Matt Frewer              | Bartucz Attila       |
| Adonisz       | Diedrich Bader           | Sótonyi Gábor        |
| Kalliopé      | Lillias White            | Tunyogi Bernadett    |
| Thália        | Roz Ryan                 | Náray Erika          |
| Therpszekhoré | LaChanze                 | Janza Kata           |
| Héra          | Samantha Eggar           | Menszátor Magdolna   |
| Hermész       | Paul Shaffer             | Végh Péter           |
| Aphrodité     | Lisa Kudrow              | Csampisz Ildikó      |
| Héphaisztosz  | Kevin Michael Richardson | Rudas István         |
| Arész         | Jay Thomas               | Papp János           |
| Aténa         | Jane Leeves              | Kiss Virág           |
| Apolló        | Keith David              | Janovics Sándor      |
| Poseidon      | Jason Alexander          | Kárpáti Tibor        |
| Szélvész      | Jennifer Jason Leigh     | Peller Anna          |
| Mr. Pedellusz | Eric Idle                | Fesztbaum Béla       |
| Chipacles     | Mike Connors             | Faragó András        |
| Narrátor      | Robert Stack             | Szokolay Ottó        |
| Atroposz      | Paddi Edwards            | Kassai Ilona         |
| Klóthó        | Tress MacNeille          | Gyimesi Pálma        |
| Lakheszisz    | Carole Shelley           | Várnagy Katalin      |
| Homeros       | Dan Castellaneta         | Kajtár Róbert        |
| Bacchus       | Dom DeLuise              | Besenczi Árpád       |
| Heléna        | Jodi Benson              | Juhász Judit         |
| Daedalus      | David Hyde Pierce        | Mihályi Győző        |
| Vic           | Fred Willard             | Balázsi Gyula        |
| Evelyn        | Georgina Engel           | Simon Eszter         |
| Amphitrüón    | Hal Holbrook             | Szélyes Imre         |
| Alkméné       | Barbara Barrie (2. évad) | N/A                  |

További magyar hangok: Albert Péter, Andresz Kati, Bácskai János, Berzsenyi Zoltán, Biró Anikó, Bodrogi Attila, Bognár Tamás, Bókai Mária, Bokor Ildikó, Bolla Róbert, Bordás János, Breyer Zoltán, Czifra Krisztina, Cs. Németh Lajos, Csampisz Ildikó, Csuha Lajos, Dobránszky Zoltán, Dögei Éva, Dózsa Zoltán, F. Nagy Zoltán, Fekete Zoltán, Fésűs Bea, Forgács Gábor (Achilles), Galambos Péter, Galbenisz Tomasz, Garai Róbert, Grúber Zita, Györgyi Anna, Haás Vander Péter, Háda János, Harmath Imre, Hegedűs Miklós, Ifj. Jászai László, Illyés Mari, Izsóf Vilmos (Arismap), Janovics Sándor, Jantyik Csaba, Kálloy Molnár Péter, Kapácsy Miklós, Kardos Gábor, Kárpáti Levente, Kassai Károly, Kertész Péter (Odin), Király Attila (Thor), Kiss Gábor, Konrád Antal, Kossuth Gábor, Kránitz Lajos, Kökényessy Ági, Láng Balázs, Lázár Sándor, Lux Ádám, Maday Gábor, Magyar Bálint, Makay Andrea, Makay Sándor (Minos király), Mikula Sándor, Molnár Piroska, Molnár Zsuzsa, Móni Ottó, Némedi Mari, Németh Gábor, Pálfai Péter (Jorgen és Sven), Pálmai Szabolcs, Palóczy Frigyes, Pásztor Erzsi, Pikali Gerda, Pusztaszeri Kornél, Ősi Ildikó, Salinger Gábor, Schnell Ádám (Orion), Simonyi Piroska, Solecki Janka, Sörös Miklós, Sörös Sándor, Szabó Gertrúd, Széles Tamás, Szersén Gyula, Szűcs Sándor, Törtei Tünde, Ujlaki Dénes (Jason), Uri István, Varga T. József (Pán király), Varga Tamás, Várkonyi András, Végh Ferenc, Versényi László (Griff), Vizy György, Welker Gábor, Wohlmuth István